# Forn de calç de Can Belluguins
El Forn de calç de Can Belluguins és una obra d'Argentona (Maresme) inclosa a l'Inventari del Patrimoni Arquitectònic de Catalunya.

## Descripció
Restes d'un forn de calç cobert parcialment per vegetació i situat a un turó. Es conserva la boca, en arc de mig punt resseguit per toves disposades de forma vertical, però està tapiat per una paret de maons. La part superior d'aquest mur és de pedra seca.